# Lina Hoffmann

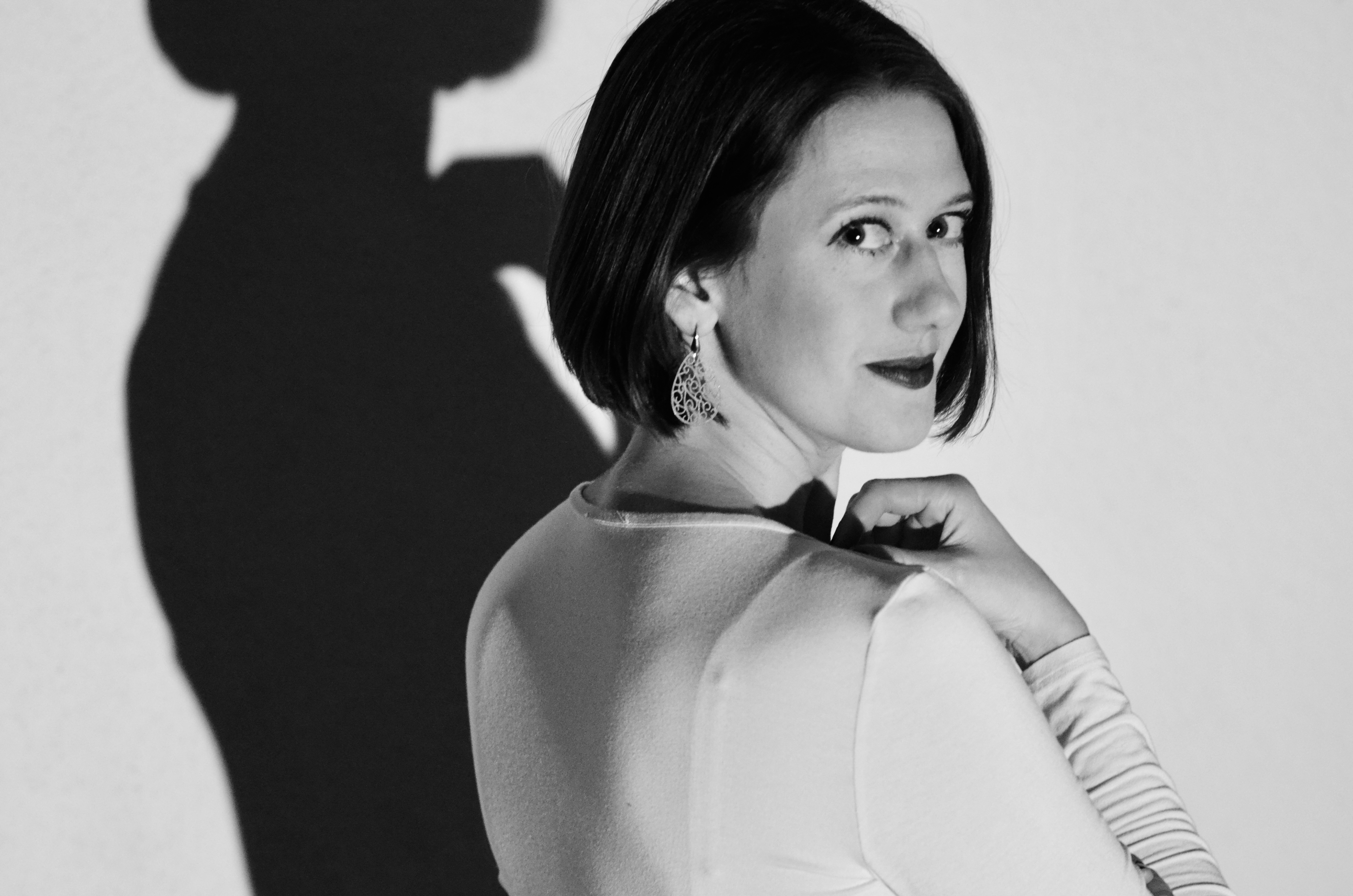
Lina Hoffmann (2021)

Lina Hoffmann (* 23. März in Aachen) ist eine deutsche Opernsängerin im Stimmfach Mezzosopran.

## Leben
Vor ihrem Musikstudium absolvierte Lina Hoffmann bereits ein Studium der Agrarwissenschaften an der Universität Bonn mit dem Abschluss Bachelor of Science. 2021 schloss Lina Hoffmann ihr Studium zum Master of Music bei Mechthild Georg an der Hochschule für Musik und Tanz Köln ab. In den Spielzeiten 2010/11 bis 2013/14 war sie solistisches Mitglied des Jugendopernchores des Theater Bonn. In den Spielzeiten 2017/2018 und 2018/2019 gehörte Lina Hoffmann dem Jungen Ensemble am Musiktheater im Revier in Gelsenkirchen an. Seit der Spielzeit 2019/2020 ist sie dort festes Ensemblemitglied.
Sie arbeitete u. a. mit den Regisseuren und Regisseurinnen Jetske Mijnssen, David Hermann, Manuel Schmitt, Jens Kerbel, Bärbel Stenzenberger, Florian Lutz, Igor Folwill, Tamara Heimbrock, Ben Baur, Dominique Horwitz, Michael Schulz, Sonja Trebes, Rahel Thiel, Thomas Weber-Schallauer und Dietrich Hilsdorf zusammen.

## Engagements und Rollen
- 2025 Meg Page in Falstaff (Giuseppe Verdi) am Musiktheater im Revier[2]
- 2024 Hänsel in Hänsel und Gretel (Engelbert Humperdinck) am Musiktheater im Revier[3]
- 2024 Giulietta di Kelbar in Un giorno di regno (Giuseppe Verdi) am Musiktheater im Revier[4]
- 2024 Dorabella in Cosi fan Tutte (Wolfgang Amadeus Mozart) am Musiktheater im Revier[5]
- 2023 Barbara Delacqua in eine Nacht in Venedig (Johann Strauß) am Musiktheater im Revier[6]
- 2023 Ein Page Herodias in Salome (Richard Strauss) am Musiktheater im Revier[7]
- 2023 Giulietta di Kelbar in Un giorno di regno (Giuseppe Verdi) am Musiktheater im Revier[8]
- 2023 Angustias in Bernarda Albas Haus (Aribert Reimann) am Musiktheater im Revier[9]
- 2022 Försterin und  Fuchs in Das schlaue Füchslein (Leoš Janáček) am Musiktheater im Revier[10]
- 2022 Carmen in Carmen (Georges Bizet) am Musiktheater im Revier[11][12]
- 2021 Emilia in Otello (Gioachino Rossini) am Musiktheater im Revier[13]
- 2021 Sesto in Giulio Cesare (Georg Friedrich Händel) am Musiktheater im Revier[14]
- 2021 Messagiera in L’Orfeo (Claudio Monteverdi) am Musiktheater im Revier[15]
- 2020 Alcina in Orlando paladino (Joseph Haydn) am Musiktheater im Revier[16]
- 2019 Mondgroom in Frau Luna (Paul Lincke) am Musiktheater im Revier[17]
- 2019 Krista in Die Sache Makropulos (Leoš Janáček) am Musiktheater im Revier[18]
- 2019 Wellgunde in Das Rheingold (Richard Wagner) am Musiktheater im Revier[19]
- 2019 Olga in Eugen Onegin (Peter Tschaikowski) am Musiktheater im Revier[20]
- 2018 Fenena in Nabucco (Giuseppe Verdi) (Fenena) am Musiktheater im Revier
- 2018 Fenena in Nabucco (Giuseppe Verdi) am Theater Regensburg
- 2018 Giannetta in L’elisir d’amore (Der Liebestrank) (Gaetano Donizetti) am Musiktheater im Revier[21]
- 2018 Wawa in Moskau, Tscherjomuschki – Operettenrevue (Dimitri Schostakowitsch) am Musiktheater im Revier[22]
- 2018 Streetchoir-Alt in Mass (Leonard Bernstein) am Musiktheater im Revier
- 2017 Sœur Mathilde in Dialogues des Carmélites (Gespräche der Karmeliterinnen) (Francis Poulenc) am Musiktheater im Revier
- 2017 Amaranta in La fedeltà premiata (Joseph Haydn) am Theater Aachen[23]
- 2016 Solo – Elfe „Mustardseed“ in A Midsummer Night`s Dream (Benjamin Britten) HFMT Köln
- 2013 Tante Safah in Die Arabische Prinzessin (Juan Crisostomo de Arriaga) am Theater Bonn
- 2012 Bär in Oh, wie schön ist Panama (Hans Kraus-Hübner) am Theater Bonn[24]
- 2011 Prinzessin Anitra in Peer Gynt (Edvard Grieg) am Theater Bonn[25]
- 2010 Königin in Eloise (Karl Jenkins) am Theater Bonn[26]

## Ehrungen
Lina Hoffmann wurde im August 2023 mit dem Gelsenkirchener Theaterpreis für herausragende Leistungen in der Spielzeit 2022/23 ausgezeichnet
Im Januar 2019 wurde sie mit dem ersten Roderburg-Opernpreis der Freunde und Förderer der Musikhochschule Köln ausgezeichnet.
Im Jahr 2017 war Lina Hoffmann Stipendiatin der Richard-Wagner-Stipendienstiftung, Ortsverband Köln.